# Фабио Коентрао
Фабио Алешандре да Силва Коентрао (на португалски: Fábio Alexandre da Silva Coentrão), наричан с по-краткото Фабио Коентрао, е португалски футболист, играещ за отбора на Реал Мадрид.

## Състезателна кариера
През ноември 2009 г. получава първата си повиквателна за националния отбор на Португалия, за важния плейофен мач за класиране на Световно първенство по футбол 2010 в Южна Африка срещу Босна и Херцеговина. На 14 ноември 2009 г. е официалния му дебют като се появява в игра през второто полувреме, а мачът завършва с победа с 1:0 за Португалия. Играе за португалския гранд Бенфика през сезони 2009/2010 и 2010/2011.
С добрата си игра на Световното първенство през 2010 и за клубния си тим привлича вниманието на испанския Реал Мадрид и на 5 юли 2011 г. подписва договор за 6 години с Реал Мадрид, а сумата е в размер на 30 млн. евро.
На 26 август 2015 г. Коентрао преминава под наем за една година във френския Монако.